# Mariola Cubells
Mariola Cubells Paví (Valencia, 1967) es una periodista, escritora y analista de televisión española.

## Trayectoria
Cubells estudió Ciencias de la Información en la Universidad Complutense de Madrid (UCM). En 1996, empezó a trabajar como reportera en el periódico Levante y, después de ocho años, se incorporó a la televisión, medio en el que entró inicialmente como redactora. Más tarde, dirigió diferentes programas en la desaparecida Canal Nou así como en Televisión Española (TVE), trabajando después en diferentes productoras audiovisuales como redactora, directora y creadora de formatos televisivos.
Tras esa primera etapa televisiva, en enero de 2006, Cubells fue nombrada redactora jefe del periódico gratuito ADN del Grupo Planeta. Además, publicaba una columna semanal sobre actualidad y televisión. Permaneció en ese puesto hasta el cierre del medio en 2011.
En paralelo a sus incursiones en el mundo televisivo y de prensa escrita, Cubells se va adentrando en la radio. De 2005 a 2011, llevó la sección semanal de televisión en el magacine A Quatre bandes de Ràdio 4. En 2007, sustituyó al periodista Ferran Monegal en la sección de televisión del programa de Julia en la onda, de Julia Otero, de Onda Cero. Al año siguiente, en 2008, empezó a conducir la sección de televisión en el programa A vivir que son dos días, con Montserrat Domínguez en la Cadena SER. Esta colaboración finalizó en la temporada de 2012, cuando Cubells se incorporó al equipo de La Ventana con Carles Francino, también en la Cadena SER, donde lleva desde entonces la sección Mariola TV donde habla sobre el medio televisivo, lo audiovisual y los nuevos formatos.
En la misma emisora dirige el programa de radio Y tú que miras, un espacio cultural dedicado a los musicales. Además, es colaboradora en Popap, de Catalunya Ràdio y en Planta Baixa de TV3, programas donde también ayuda a comprender los contenidos audiovisuales.
Además de su faceta como analista de televisión en radio, Cubells también escribe en medios de comunicación escritos: en El HuffPost sobre pantallas, en la sección S Moda de El País sobre tendencias de ropa y en la Guía Repsol sobre gastronomía.
Cubells ha publicado varios libros sobre el mundo de la televisión. El primero de ellos, ¡Mírame, tonto! Las mentiras impunes de la tele, una crónica de lo que no se ve en pantalla sobre la denominada telebasura. Fue publicado en 2003 y contó con el prólogo escrito por la política Carmen Alborch. En 2013, con la publicación de ¿Y tú qué miras? La tele que no ves, se publicaron una serie de columnas relacionadas en la sección de Zona Crítica de ElDiario.es.
Desde 2014, dirige y conduce los encuentros culturales de Conversatorio, un espacio itinerante donde se dan diálogos y conversaciones con personajes de diversas disciplinas, y que se llevan a cabo en diferentes lugares de España.
Por su perfil, Cubells ha sido invitada a formar parte de diversos jurados vinculados con el mundo de los premios televisivos y cinematográficos. Así, en 2015, fue jurado junto a otros analistas televisivos en la VII edición del FesTVal, Festival de Televisión de Vitoria, en los Premios de la Crítica, que destacan los mejores programas y/o profesionales de la última temporada en televisión. Posteriormente, en 2022, formó parte del Comité Organizador de los Premios Feroz junto a otros periodistas. También ha sido jurado de los premios Ondas en diversas ocasiones.

## Obra
- 2003 – ¡Mírame, tonto! Las mentiras impunes de la tele. Con prólogo de Carmen Alborch. RobinBook. ISBN 978-8479276652.[18]
- 2005 – Mentiras en directo: la historia secreta de los telediarios. Ediciones Península. ISBN 978-8483076590.[19]
- 2006 – ¿Quién cocina la televisión que comemos? La dieta televisiva y sus cocineros. Carroggio. ISBN 9788472549883.[20]
- 2009 – Mis padres no lo saben. Con Merce Rodríguez. Plaza & Janés. ISBN 9788401390371.[21]
- 2013 – ¿Y tú qué miras? La tele que no ves. Editorial Roca. ISBN 978-8499186498.[22]